# Fröléens konversationslexikon
Fröléens konversationslexikon är ett svenskt uppslagsverk, i tre band från 1910–1914 av Fröléen & Comp:s förlag. Verket är ett nytryck med tillägg av Folkets bok (1906–1909).
Upplagan från 1910 innehåller cirka 25 250 artiklar (A-G innehåller 8 472 artiklar, H-M 7 213 stycken och N-Ö 9 565). Serien är tryckt hos P. Palmquists Aktiebolag i Stockholm. Huvudredaktör och utgivare var O.H. Dumrath.